# Mimectatosia compacta
Mimectatosia compacta là một loài bọ cánh cứng trong họ Cerambycidae.